# Surinaamse Artiesten Vereniging
De Surinaamse Artiesten Vereniging (SAV), is een brancheorganisatie in Suriname. De vereniging behartigt de rechten van zangers, componisten, tekstdichters, producenten en arrangeurs.

## Achtergrond
Het initiatief voor de Surinaamse Artiesten Vereniging werd op 22 januari 2012 genomen in Theater Unique in Paramaribo door Henry Ceder, Marianne Cornet, Henny Panka, Helianthe Redan en Phil Tevreden. De rol van voorzitter lag in de eerste jaren in handen van Ceder. De officiële oprichting volgde in 2013 of het jaar erna; voor 2014 kende het ministerie van Sport- en Jeugdzaken aan de vereniging een subsidie toe van bijna zevenduizend SRD (bijna achthonderd euro).
De oprichting van de SAV vond plaats in een tijd dat de Vereniging Radio- & Televisiebedrijven Suriname (VRTS) en de Vereniging van Show Organisatoren (VSO) in een conflict waren verwikkeld met de Stichting voor Auteursrechten in Suriname (Sasur). Oprichtende leden hadden kritiek op Sasur omdat er sprake zou zijn van een eenzijdige aanpak waar de artiesten niet bij betrokken werden. Na een gezamenlijke actie in februari 2015 met de VRTS en VSO werd een maand later aan de rol van Sasur een einde gemaakt door De Nationale Assemblée.
Het doel van de vereniging is de behartiging van de belangen van de leden, in Suriname en het buitenland, waaronder de bescherming van auteursrechten en het bestrijden van illegale kopieën. De illegale verkoop van cd's vindt in Suriname op grote schaal plaats door verkopers op straat tot en met in de supermarkten (stand 2013). Daarnaast zoekt de vereniging naar wegen voor artiesten om hun verdienmodel te ontwikkelen en werkt het aan het vergroten van de bekendheid van haar leden in binnen- en buitenland.